# 花山院家教
花山院 家教（かさんのいん いえのり、旧字体：花󠄁山院 家敎）は、鎌倉時代中期の公卿。太政大臣・花山院通雅の次男。官位は正二位・権大納言、左近衛大将。

## 経歴
弘長2年（1262年）正月に従五位下に叙爵。同年3月に父の譲りで従五位上に昇叙。弘長3年（1263年）に正五位下に叙せられ、文永3年（1266年）侍従に任ぜられる。
文永5年（1268年）従四位下・侍従に叙任。文永7年（1270年）には従四位上・阿波権介となり、文永9年（1272年）に正四位下に叙せられる。文永10年12月（1274年2月）に右近衛権中将に任ぜられ、ほどなくして左近衛権中将に転じる。建治2年（1276年）従三位・備中権守に叙任されて公卿に列し、同年さらに参議に任ぜられるが、父・通雅の薨御により喪に服した。
建治3年（1277年）正三位、建治4年（1278年）従二位に昇叙。弘安2年12月（1280年1月）権中納言に任ぜられる。弘安6年（1283年）権中納言を辞退するが同年中に還任し、弘安7年（1284年）正二位に叙せられた。また、大宮院（西園寺姞子）の院司を務め、弘安8年（1285年）の北林准后（四条貞子）の九十賀に奉行してその次第を作進している。正応元年（1288年）には中納言に転じ、同年さらに権大納言に昇進した。正応2年（1289年）には春宮大夫を兼ね、正応5年（1292年）には左近衛大将も兼帯した。
永仁2年（1294年）正月16日に踏歌節会の内弁を務め、2月には久子内親王の院号を決定する議定において、家教は花山院師信らと共に永陽門院を推して採用されている。同月末に祖父・定雅の薨御により喪に服し、4月に復任した。永仁5年（1297年）5月15日、病により職を辞任して21日に出家。26日に薨去。享年37。
20代より儀式の次第を作進し、正応2年（1289年）や正応4年（1291年）の正月の叙位の議では執筆を務めるなど、有職故実に詳しかった。

## 官歴
※以下、『諸家傳』の記載に従う。
- 弘長2年（1262年）
  - 正月5日：従五位下に叙す（大宮院当年御給）。
  - 3月29日：従五位上に叙す（朝覲行幸父卿院司賞譲）。
- 弘長3年（1263年）2月19日：正五位下に叙す。
- 文永3年（1266年）3月-日：侍従に任ず。
- 文永5年（1268年）正月5日：従四位下に叙す。正月29日：侍従に任ず。
- 文永7年（1270年）
  - 正月21日：阿波権介を兼ぬ。
  - 12月4日（1271年1月16日）：従四位上に叙す。
- 文永9年（1272年）正月5日：正四位下に叙す。
- 文永10年12月30日（1274年2月8日）：右近衛権中将に任じ、禁色を聴す。
- 文永11年（1274年）正月25日：左近衛権中将に転ず。
- 建治2年（1276年）
  - 正月5日：従三位に叙す（新院当年御給）。中將如元。
  - 正月23日：備中権守を兼ぬ。
  - 4月14日：参議に任ず。中將権守如元。
  - 5月4日：服解（父）。7月10日：復任。
- 建治3年（1277年）正月29日：正三位に叙す。
- 建治4年（1278年）11月18日：従二位に叙す。
- 弘安2年12月12日（1280年1月15日）：権中納言に任ず。
- 弘安6年（1283年）2月26日：権中納言を辞任。12月20日（1284年1月9日）：還任。
- 弘安7年（1284年）正月6日：正二位に叙す。
- 正応元年（1288年）7月11日：中納言に転ず。10月27日：権大納言に任ず。
- 正応2年（1289年）正月7日：白馬節会の内弁に奉仕す。4月25日：春宮大夫を兼ぬ。
- 正応4年（1292年）正月7日：白馬節会の内弁に奉仕す。
- 正応5年（1292年）5月15日：左近衛大将を兼ぬ。閏6月16日：右近衛大将に遷る。
- 正応6年（1293年）正月7日：白馬節会の内弁に奉仕す。
- 永仁2年（1294年）
  - 正月16日：踏歌節会の内弁に奉仕す。
  - 2月30日：服解（祖父）。4月28日：復任。
- 永仁5年（1297年）
  - 5月15日：病により三職（権大納言春宮大夫左大将）を辞す。
  - 5月21日：出家。
  - 5月26日：薨去。享年37。

## 系譜
- 父：花山院通雅
- 母：中院通方の娘
- 妻：大宮院権中納言 - 昭慶門院近衛。法性寺雅平の娘
  - 男子：花山院家定（1283-1342）